# Sammamish (Washington)
Sammamish es una ciudad ubicada en el condado de King en el estado estadounidense de Washington. En el año 2000 tenía una población de 42.336 habitantes y una densidad poblacional de 729,5 personas por km².

## Geografía
Sammamish se encuentra ubicada en las coordenadas 47°36′32″N 122°2′32″O / 47.60889, -122.04222.

## Demografía
Según la Oficina del Censo en 2000 los ingresos medios por hogar en la localidad eran de $101.592, y los ingresos medios por familia eran $104.356. Los hombres tenían unos ingresos medios de $76.688 frente a los $47.164 para las mujeres. La renta per cápita para la localidad era de $42.971. Alrededor del 2,0% de la población estaban por debajo del umbral de pobreza.